# Benjamin Pereira Da Silva
Benjamin Pereira Da Silva (ur. 29 maja 1969 w Rio de Janeiro) – brazylijski piłkarz plażowy grający na pozycji napastnika. Wywalczył z reprezentacją kilka tytułów mistrza świata.